# Enfermedades de Declaración Obligatoria

Organización Mundial de la Salud

Las enfermedades de declaración obligatoria (EDO) o enfermedades de notificación obligatoria (ENO) son aquellas enfermedades transmisibles que los médicos están obligados a notificar al centro de salud pública correspondiente por ser de especial importancia para la comunidad.[cita requerida]
Esta notificación que efectúan todos los médicos es diferente a la efectuada por la red de médicos centinela que recogen datos más exhaustivos de procesos en especial vigilancia epidemiológica. Por ejemplo, en una gripe estacional, así como en las episódicas por nuevos virus influenza A cuando la epidemia está ya extendida, en la EDO únicamente se recoge el número de casos semanal sintomáticamente posibles, mientras que el médico centinela recoge más datos epidemielógicos y muestras para analizar las características del virus y de esta forma confirmar el caso con lo que vigila la evolución de la epidemia y posibles mutaciones virales.[cita requerida]

## Listado de EDO
Cada Estado establece su propio listado de vigilancia epidemiológica. En todo caso se incluyen siempre las enfermedades graves transmisibles de vigilancia internacional establecidas por la Organización Mundial de la Salud. Pudiéndose listar de forma general:
| - Síndrome de inmunodeficiencia adquirida (SIDA) y la infección por VIH sin SIDA - Carbunco - Enfermedades arbovirales (causadas por virus diseminados como mosquitos, garrapatas, etc.) - enfermedad por el virus del serogrupo California - encefalitis equina del este - enfermedad del virus de Powassan - encefalitis de San Luis - Virus del Nilo Occidental - encefalitis equina del oeste - Botulismo - Brucelosis - Chancroide - Varicela - Chlamydia trachomatis - Cólera y otras vibrosis - Coccidioidomicosis - Difterias - Equinococosis - Ehrlichiosis - Gripe - Giardiasis | - Gonorrea - Haemophilus influenzae, enfermedad invasiva - Síndrome pulmonar por Hantavirus - Síndrome urémico hemolítico posterior a diarrea - Hepatitis A - Hepatitis B - Hepatitis C - Hidatidosis - Legionelosis - Listeriosis - Lepra - Enfermedad de Lyme - Malaria - Enfermedad meningocócica - Paperas - Tos ferina - Peste - Poliomielitis - Psitacosis - Fiebre Q - Rabia (casos en humanos y animales) | - Fiebre botonosa mediterránea - Fiebre de las Montañas Rocosas - Rubéola (incluyendo síndrome congénito) - Sarampión - Salmonelosis - Síndrome respiratorio agudo severo (SARS) - Escherichia coli, productora de la toxina shiga - Shigelosis - Viruela - Enfermedad estreptocócica invasiva del grupo A - Neumonía por estreptococos, invasiva y resistente a fármacos. - Sífilis, incluyendo sífilis congénita - Tétanos - Síndrome de shock tóxico (por bacteria estafilococo y estreptococo) - Triquinosis - Tuberculosis - Tularemia - Fiebre tifoidea - Staphylococcus aureus resistente parcial o totalmente a la vancomicina (VRSA, por sus siglas en inglés) - Fiebre amarilla - Ébola |